# Dantons Tod (Oper)
Dantons Tod ist eine Oper in zwei Teilen (sechs Bildern) von Gottfried von Einem. Das Libretto verfasste Boris Blacher gemeinsam mit dem Komponisten. Es beruht auf dem gleichnamigen Drama von Georg Büchner. Das Werk erlebte seine Uraufführung am 6. August 1947 im Rahmen der Salzburger Festspiele unter dem Debüt-Dirigat von Ferenc Fricsay. Mit dieser seiner ersten Oper schaffte der Komponist gleich auf Anhieb den internationalen Durchbruch.

## Orchester
Drei Flöten (3. auch Piccolo), zwei Oboen, zwei Klarinetten (B und A), zwei Fagotte, vier Hörner (F), drei Trompeten (C), drei Posaunen, eine Basstuba, Schlagwerk (Triangel, Becken, Militärtrommel, Tamburin, Rührtrommel, große Trommel) und Streicher. Als Bühnenmusik wird ein Tamtam (tief) hinter der Szene benötigt.

## Bühnenbilder
Erster Teil
- 1. Bild: Zimmer
- 2. Bild: Eine Gasse in Paris
- 3. Bild: Zimmer

Zweiter Teil
- 4. Bild: Auf der einen Seite Platz vor dem Gefängnis und auf der anderen Seite ein Raum im Gefängnis
- 5. Bild: Das Tribunal
- 6. Bild: Revolutionsplatz mit Guillotine

## Handlung
Die Oper spielt 1794 in Paris.

### Erster Teil
Danton hat sich vom politischen Geschehen zurückgezogen und genießt das Leben, während sich Robespierre als Hüter der Revolution fühlt und eine Schreckensherrschaft führt. Camille Desmoulins berichtet seinen Freunden Danton und Hérault de Séchelles, dass soeben wieder zwei unschuldige Menschen hingerichtet worden seien. Danton, der einstige Mitstreiter Robespierres, müsse unbedingt etwas gegen diesen unternehmen. Danton mahnt zur Vorsicht.
In einer dunklen Gasse wird ein junger Mann beinahe vom Volk gelyncht, nur weil er im Besitz eines Taschentuches ist.
Danton sucht Robespierre auf und fleht ihn an, seine Schreckensherrschaft zu beenden. Damit stößt er aber auf taube Ohren. Nachdem Danton wieder fort ist, will der Hitzkopf St. Just Robespierre weismachen, dass ihm Danton, Hérault de Séchelles und nicht zuletzt auch sein treuer Freund aus der Jugendzeit, Camille Desmoulins, gefährlich werden könnten. Er stachelt den Revolutionsführer auf, alle drei verhaften zu lassen und ihnen den Prozess zu machen. Robespierre befolgt den Rat.

### Zweiter Teil
Danton und Camille starren durch das Gefängnisgitter. Bei letzterem merkt man, dass er durch die Haft ein gebrochener Mann geworden ist. Eine Menge Leute versammelt sich auf dem Platz vor dem Gefängnis. Teile des Volkes ergreifen für Danton und Teile gegen ihn Partei. Es kommt zu einem großen Tumult.
Die Gefangenen werden vor das Revolutionstribunal geführt. Dessen Präsident beschuldigt sie, mit den Feinden der Revolution gemeinsame Sache zu machen. In einer flammenden Verteidigungsrede scheint es zunächst Danton zu gelingen, das Volk auf seine Seite zu ziehen. Sein Erfolg währt aber nicht lange. Zwei von dem hinterhältigen St. Just gedungene Zeugen besiegeln schließlich, dass sich die Stimmen des Volkes gegen ihn wenden und er und seine Verbündeten zum Tod verurteilt werden.
Auf dem Revolutionsplatz herrscht eine ausgelassene Stimmung. Während das Volk die Carmagnole zu singen beginnt, stimmen Danton und seine Freunde auf dem Schafott die Marseillaise an. Nach der Hinrichtung entfernt sich das Volk. In der Schlussszene betritt Camilles Frau Lucile – wahnsinnig geworden – die Stufen des Blutgerüsts und singt mit Tränen in den Augen „Es ist ein Schnitter, der heißt Tod …“.

## Musik
Die Musik ist nur gemäßigt modern und erschließt sich auch dem ungeübten Hörer verhältnismäßig leicht. Musikalische Höhepunkte sind die oftmals gewaltig daherkommenden Chöre, auch wenn sie im Wesentlichen nur deklamatorisch gehalten sind. Am eindrucksvollsten ist ihre dramatische Wucht in der Szene vor dem Revolutionstribunal und im Finale des zweiten Aktes, als Teile des Volkes die Carmagnole und andere die Marseillaise anstimmen und sich gegenseitig zu übertrumpfen versuchen.

## Besetzung der Uraufführung
- Georges Danton – Paul Schöffler
- Camille Desmoulins – Julius Patzak
- Lucile – Maria Cebotari
- Marie-Jean Hérault de Séchelles – Peter Klein
- Maximilien Robespierre – Josef Witt
- Louis Antoine de Saint-Just – Ludwig Weber
- Simon – Georg Hann
- Julie – Gisela Thury
- Hermann – Herbert Alsen
- Simons Frau – Rosette Anday
- Junger Mann – Erwin Nowaro
- 1. Henker – William Wernigk
- 2. Henker – Wilhelm Felden
- Frau – Trude Ballasch

## Diskografie
- Archipel ARPCD 0009-2: Live-Aufnahme 6. August 1947 von den Salzburger Festspielen, Ferenc Fricsay (Dir.), Wiener Philharmoniker, Chor der Wiener Staatsoper, Paul Schöffler (Danton), Julius Patzak (Desmoulins), Josef Witt (Robespierre), Maria Cebotari (Lucile)
- Orfeo C 102 842 H: Live-Aufnahme  13. August 1983 von den Salzburger Festspielen, Lothar Zagrosek (Dir.), ORF-Symphonieorchester, ORF-Chor, Theo Adam (Danton), Werner Hollweg (Desmoulins), Wilfried Gahmlich (Herault de Sechelles), Krisztina Laki (Lucile)